# Aequorea victoria
Az Aequorea victoria, Kristály medúza, egy csendes-óceáni medúza. Különlegessége, hogy ebből a medúzából izolálták először 1961-ben a GFP  fluoreszcens anyagot. A kutatásokért Roger Y. Tsien és Martin Chalfie amerikai tudós, valamint Osamu Shimomura japán kutató 2008-ban kémiai Nobel-díjat vehetett át. A green fluorescent protein, a GFP segítségével a medúza sötétben  világít, ha kék fényt irányítanak rá.

## Elterjedése
A Csendes-óceán északi partjai mentén fordul elő.

## Megjelenése
Mérete 8 és 25 cm között van. Sötétben zölden világít.

## Jelentősége
A biokémia fejlődése szempontjából nagy jelentőséggel bír a GFP felfedezése az Aequorea victoria medúzában. A "jelző fehérje" segítségével a rákos sejtek burjánzását nyomon lehet követni, ezáltal a folyamatba bele lehet avatkozni. Az agyban az idegsejtek fejlődését és vándorlását is meg lehet figyelni ezáltal.